# 峒中口岸
峒中口岸，越南方面又可稱作洞中口岸，是中華人民共和國廣西壯族自治區的一個陸路邊境口岸，位於防城港市防城區峒中鎮境內，並與越南廣寧省平遼縣的橫模口岸相接。該口岸在1950年代以二類口岸等級對越開放，並於2017年正式升格至一類口岸以向外開放，從而促進中越兩國邊境地區的人員往來以及貿易和經濟發展。另一方面，峒中口岸的税務徵收、監督管理以及出入境檢驗檢疫等工作則由南寧海關下屬峒中海關負責。

## 位置和交通
峒中口岸位於中華人民共和國廣西壯族自治區防城港市防城區最西端峒中鎮境內，距離防城區區中心124公里，北部為十萬大山。該口岸鄰近中越邊界第1317（1）號界標，並通過橋樑與越南廣寧省平遼縣的橫模口岸相接。
交通方面，峒中口岸與S312省道相接，並是該省道的西端終點。2020年12月16日，全長約84公里的上思—峒中高速公路在防城港市上思縣正式開建，預計總工期為四年。項目建成後除了能夠讓峒中口岸接通全國高速公路網之外，還可以加強廣西與東盟之間的互聯互通以及促進峒中—愛店地區的綜合發展。

## 歷史
峒中口岸於1950年正式向越開放，後來因中越關係惡化而在1979年關閉，直到1991年兩國關係正常化後才恢復貿易往來，但尚未正式完全開放。2009年11月18日，時任中華人民共和國外交部副部長武大偉和時任越南外交部副部長胡春山於中華人民共和國北京市簽署《中華人民共和國政府和越南社會主義共和國政府關於中越陸地邊境口岸及其管理制度的協定》，雙方同意峒中口岸與對方的橫模口岸在條件具備時才會對外開放，而其開放時間以及通行方式將由外交途徑商定。
2013年末，廣西壯族自治區人民政府向中華人民共和國國務院申請把峒中口岸正式開放；接著防城區人民政府也啟動邊民互市信息化管理系統建設工作，讓整個口岸通關程序得以無紙化和便利化。此外該口岸自1960年代建成，用以連接兩國口岸的小型橋樑每逢大雨便因河水上漲而不能通行，導致出入境效率和雙方邊境地區經濟發展均受到一定限制。有見及此，中越兩國便於2016年5月30日決定共同興建一座長度與寬度分別是78米和11米的鋼筋混凝土橋樑，並在翌年1月18日正式舉行動工儀式。
2017年6月16日，國務院批准將峒中口岸升格至一類口岸並正式對外開放，其性質為雙邊性常年開放公路客貨運輸口岸。防城區人民政府因此開展防城邊境經濟合作區規劃編制工作，並於翌年新建峒中口岸綜合區。該綜合區佔地約350畝，基礎設施包括具有中國元素和壯族風情的國門大樓、旅檢大樓與辦公綜合大樓，而總建築面積則是超過6.1萬平方米。項目落成啟用後，峒中口岸預計每年將能處理60萬出入境人次、3萬輛次大型客車、310萬噸進出口貨物以及13.5萬輛次跨境貨車。
2019冠狀病毒病疫情流行期間，廣西壯族自治區人民政府於2020年4月3日發佈通知，禁止中國公民從廣西境內各個口岸出境，並僅保留包含峒中口岸在內的六個口岸繼續進行貨物跨境運輸活動，其餘口岸一律暫時關閉。其後中國大陸疫情逐漸得到有效控制，中越邊境口岸恢復日常貿易往來，峒中口岸便採取人員無接觸式貿易程序、實行嚴格人員控制管理以及定期向貨車司機進行核酸檢測等多項防疫措施以防止2019冠狀病毒病從中國境外輸入。

## 過境貨物和過境量統計
峒中口岸主要由越南入口海產食品、農副產品與藥材，而出口貨品則包括廣西本地以及華南地區製作的日用五金百貨產品和輕工機械建築材料。此外該口岸也是廣西肉桂與八角所採用的其中一個主要出口口岸，海關部門為此採取各項措施以優化通關程序和加快出口至東南亞國家。
總計2021年上半年，峒中口岸進出境人次達12.6824萬，較2020年上半年增長9.56%；出入境車輛為1.7448萬輛次，同比增加184%；此外跨境貨物總量達29.53萬噸，較去年同期數據上升82.28%；而貨物總值則是45.72億元人民幣，同比遞增103.11%。當中邊境小額貿易總量達27.22萬噸，較2020年上半年增長113.44%；而交易總額則為42.58億元，同比上升169.32%。